# タナカ工業 (千葉県)
タナカ工業株式会社（タナカこうぎょう）は、千葉県習志野市にあった2サイクルガソリンエンジンの製造メーカー。現在は日立工機（現・工機ホールディングス）に吸収され、工機販売株式会社となっている。

## 沿革
- 1918年（大正7年）- 田中工業として創業。
- 1963年（昭和38年）4月 - 株式会社に改組。
- 1957年（昭和32年）- タスモペット（自転車用エンジン）製造開始。
- 1960年（昭和35年）- 国内向けのモペット製造中止。
- 1975年（昭和50年）- 津田沼工場を閉鎖し、エンジンの製造を白子工場に統一。
- 1986年（昭和61年）- タナカ工業株式会社に改称。
- 2006年（平成18年）- 倒産し、民事再生を申請。
- 2007年（平成19年）- 日立工機の完全子会社となり、日工タナカエンジニアリングとなる。
- 2015年（平成27年）7月 - 日立工機販売株式会社に社名変更。実質上の合併吸収となり、独立企業としての日工タナカエンジニアリングは消滅した。

## 製品

### オートバイ
- タスモペット7HF
- タス50（愛称はチビ）
- タス100（愛称はタカ）